# Rhaphidostegium longicollum
Rhaphidostegium longicollum là một loài Rêu trong họ Sematophyllaceae. Loài này được (Hampe ex Müll. Hal.) Paris miêu tả khoa học đầu tiên năm 1898.